# Молитва за государство Израиль
Молитва за государство Израиль (ивр. תפילה לשלום המדינה‎; дословно «Молитва о мире в государстве»), также Авину Шебашамайим (дословно «Отец наш, сущий на небесах») — молитва, произносимая в большинстве еврейских направлений в Израиле и во многих направлениях еврейской диаспоры как часть молитвенного служения в шаббат и еврейские праздники.
Молящиеся просят Божьего провидения для государства Израиль и его руководителей, а также о том, чтобы изгнанный еврейский народ был собран вновь в Земле Израиля. Молитва указывает на основание Израиля как начало искупления. Молитва была составлена в 1948 году и быстро стала важной частью еврейского и израильского богослужения. Историк Йоэль Раппель назвал её «религиозной декларацией независимости государства Израиль».
В диаспоре молитву произносят после молитвы за руководство данной страны.

## История
Ещё с VI века до н. э. евреи молились о благополучии суверена и правительства страны или государства, где они жили. Первый случай, когда евреям было поручено молиться за свое правительство, известен из в Иер. 29:4—7; также есть упоминание в трактате Мишны Пиркей авот (3:2).
Израиль провозгласил свою независимость как еврейское государство 14 мая 1948 года. Раввин Ицхак Халеви Герцог, первый ашкеназский главный раввин Израиля и дед президента Израиля Ицхака Герцога, написал молитву о недавно основанном государстве. Друг раввина Герцога, лауреат Нобелевской премии Шмуэль Йосеф Агнон, затем отредактировал это произведение. Первоначально молитва была опубликована в Haaretz 20 сентября 1948 года. После ее составления Главный раввинат Израиля одобрил включение молитвы в еврейскую молитвенную службу.
После Шестидневной войны 1967 года Израиль стал неотъемлемой частью американской еврейской общины и еврейской диаспоры. Это нашло отражение в более широком включении упоминания Израиля в молитвенную службу основных американских еврейских конфессий — распространении молитвы за благополучие Израиля.
В 1988 году американский кантор Сол Зим составил общеупотребительную версию молитвы, которая была популяризирована главным кантором Армии обороны Израиля Шаем Абрамсоном, который посвятил её памяти павших солдат.
Сразу после публикации молитвы начались дебаты о том, кто был её подлинным автором — Герцог или Агнон. Чаще всего автором считался Герцог, пока в 1983 году в «Маарив» не появилась статья учёного Давида Тамара, в которой была высказана мысль об авторстве Агнона. Однако выводы историк Йоэля Раппеля, поддержанные Национальной библиотекой Израиля в 2018 году, подтвердили авторство Герцога.
На молитву, ориентированную на конкретное политическое образование, оказывает влияние текущая политика. В период плохих отношений между религиозной сионистской общиной и правительством Израиля, например, во время размежевания с Газой в 2005 году и в период между подписанием соглашений в Осло и убийством Ицхака Рабина, некоторые воздерживались от чтения этой молитвы или вносили изменения, которые выражали их возмущение руководством страны.

## Богослужение
Основные американские еврейские конфессии включили молитву за Израиль в свои позднейшие молитвенники. Официальный сидур Союза реформистского иудаизма, «Шаарей Тфилла», впервые опубликованный в 1975 году, включил молитву за Израиль в еженедельные и праздничные службы. В 1985 году молитва была включена в молитвенную службу в «Сидур Сим Шалом» Объединённой синагоги консервативного иудаизма. Совет раввинов Америки, представляющий ортодоксальный модернизм, также ссылается на государство Израиль.
Ашкеназские евреи, как в Израиле, так и в еврейской диаспоре, читают молитву за Израиль в шаббат и еврейские праздники. Молитва произносится ими между чтением хафтары и возвращением свитка(ов) Торы в ковчег.

## Оценки и влияние
Молитва сразу же стала важной частью еврейского и израильского богослужения. По словам историка Йоэля Раппеля из Центра иудаистских исследований Эли Визеля Бостонского университета, молитва за государство Израиль для многих людей, особенно религиозных евреев, важнее Декларации независимости Израиля. Раппель назвал молитву «религиозной декларацией независимости государства Израиль».
Историк канторской музыки Джеремайя Локвуд описал молитву как передающую «стилистическое ощущение музыкального театра». Молитва особенно сентиментальна и разделена на части, которые создают драматическое напряжение. Она обращается к эмоциям и представляет собой националистическую сионистскую пьесу. Локвуд писал, что полноформатная сольная композиция Зима исполняется канторами кафедры редко из-за слабого интереса прихожан к прослушиванию длинных канторских речитативов во время служб.
Составлялись и другие молитвы за государство Израиль, в том числе такими авторами как Исер Йехуда Унтерман, Израиль Броди, Моше Гринберг и Симха Рот, но молитва Герцога остается наиболее популярной и публикуемой в еврейских молитвенниках. Сефардские евреи читают похожую молитву перед службой Кол нидре в Йом-Кипур.

## Текст
| Тема                              | Русский перевод | Оригинал на иврите |
| --------------------------------- | --- | --- |
| Благослови государство Израиль    | Отец наш небесный, Крепость Израиля и его Избавитель! Благослови государство Израиль, начало роста избавления нашего. | אָבִינוּ שֶׁבַּשָּׁמַיִם, צוּר יִשְׂרָאֵל וְגוֹאֲלוֹ, בָּרֵךְ אֶת מְדִינַת יִשְׂרָאֵל, רֵאשִׁית צְמִיחַת גְּאֻלָּתֵנוּ.‬ |
| Свет и истину его руководителям   | Защити его крылом милости Твоей и оборони его миром Твоим. И пошли свет Твой и истину Твою его руководителям, министрам и советникам и направляй их от Себя хорошим советом. | הָגֵן עָלֶיהָ בְּאֶבְרַת חַסְדֶּךָ, וּפְרֹשׁ עָלֶיהָ סֻכַּת שְׁלוֹמֶךָ, וּשְׁלַח אוֹרְךָ וַאֲמִתְּךָ לְרָאשֶׁיהָ, שָׂרֶיהָ וְיוֹעֲצֶיהָ, וְתַקְּנֵם בְּעֵצָה טוֹבָה מִלְּפָנֶיךָ.‬ |
| Укрепи его защитников             | Укрепи руки защитников Святой страны нашей и дай им, Господь наш, спасение и увенчай их ореолом победы. И утверди мир в Стране и дай вечную радость жителям её. | חַזֵּק אֶת יְדֵי מְגִנֵּי אֶרֶץ קׇדְשֵׁנוּ, וְהַנְחִילֵם אֱלֹקֵֶינוּ יְשׁוּעָה וַעֲטֶרֶת נִצָּחוֹן תְּעַטְּרֵם, וְנָתַתָּ שָׁלוֹם בָּאָרֶץ, וְשִׂמְחַת עוֹלָם לְיוֹשְׁבֶיהָ.‬ |
| Собери в страну всех изгнанников  | И братьев наших, весь дом Израиля, вспомни во всех странах рассеяния их и приведи их вскорости свободными людьми в Сион, град Твой, и в Иерусалим, священный Храм Твой, как написано в Торе, данной Моше, рабу Твоему (Втор. 30:4—6): «Даже если изгнанник твой на краю неба будет, — и оттуда соберет тебя Господь, Бог твой, и оттуда возьмёт тебя. И приведет тебя Господь, Бог твой, в страну, которую унаследовали предки твои, и унаследуешь её. И сделает Он тебе благо и умножит тебя более, чем предков твоих. И исправит Господь, Бог твой, сердце твоё и сердца потомства твоего дабы любить Господа, Бога твоего, всем сердцем твоим и всей душой твоей ради жизни твоей». | וְאֶת אַחֵינוּ כָּל בֵּית יִשְׂרָאֵל, פְּקׇד נָא בְּכָל אַרְצוֹת פְּזוּרֵיהֶם, וְתוֹלִיכֵם מְהֵרָה קוֹמְמִיּוּת לְצִיּוֹן עִירֶךָ וְלִירוּשָׁלַיִם מִשְׁכַּן שְׁמֶךָ, כַּכָּתוּב בְּתוֹרַת מֹשֶׁה עַבְדֶּךָ (דברים ל,ד-ו): "אִם יִהְיֶה נִדַּחֲךָ בִּקְצֵה הַשָּׁמָיִם, מִשָּׁם יְקַבֶּצְךָ יְיָ אֱלֹקֶיךָ וּמִשָּׁם יִקָּחֶךָ. וֶהֱבִיאֲךָ יְיָ אֱלֹקֶיךָ אֶל הָאָרֶץ אֲשֶׁר יָרְשׁוּ אֲבֹתֶיךָ וִירִשְׁתָּהּ, וְהֵיטִבְךָ וְהִרְבְּךָ מֵאֲבֹתֶיךָ. (וּמָל יְיָ אֱלֹקֶיךָ אֶת לְבָבְךָ וְאֶת לְבַב זַרְעֶךָ, לְאַהֲבָה אֶת יְיָ אֱלֹקֶיךָ בְּכׇל לְבָבְךָ וּבְכׇל נַפְשְׁךָ, לְמַעַן חַיֶּיךָ.)"‬ |
| Чтобы весь мир признал Тебя Богом | И посвяти сердце наше любви и боязни имени Твоего и соблюдению всех заповедей Торы Твоей и пошли нам вскорости сына Давида — Машиаха справедливости Твоей, чтобы спасти ожидающих спасения Твоего. И явись в величии мощи Твоей над всеми жителями вселенной Твоей. И скажет каждый, обладающий душой: «Господь, Бог Израиля, Он царь, и царство Его правит всем». Амен, сэла! | וְיַחֵד לְבָבֵנוּ לְאַהֲבָה וּלְיִרְאָה אֶת שְׁמֶךָ, וְלִשְׁמֹר אֶת כׇּל דִּבְרֵי תּוֹרָתֶךָ, וּשְׁלַח לָנוּ מְהֵרָה בֶּן דָּוִד מְשִׁיחַ צִדְקֶךָ, לִפְדּוֹת מְחַכֵּי קֵץ יְשׁוּעָתֶךָ. הוֹפַע בַּהֲדַר גְּאוֹן עֻזֶּךָ עַל כׇּל יוֹשְׁבֵי תֵּבֵל אַרְצֶךָ, וְיֹאמַר כֹּל אֲשֶׁר נְשָׁמָה בְּאַפּוֹ: "יְיָ אֱלֹקֵי יִשְׂרָאֵל מֶלֶךְ, וּמַלְכוּתוֹ בַּכֹּל מָשָׁלָה!" אָמֵן סֶלָה.‬ |